# 京街道 (大坂街道)

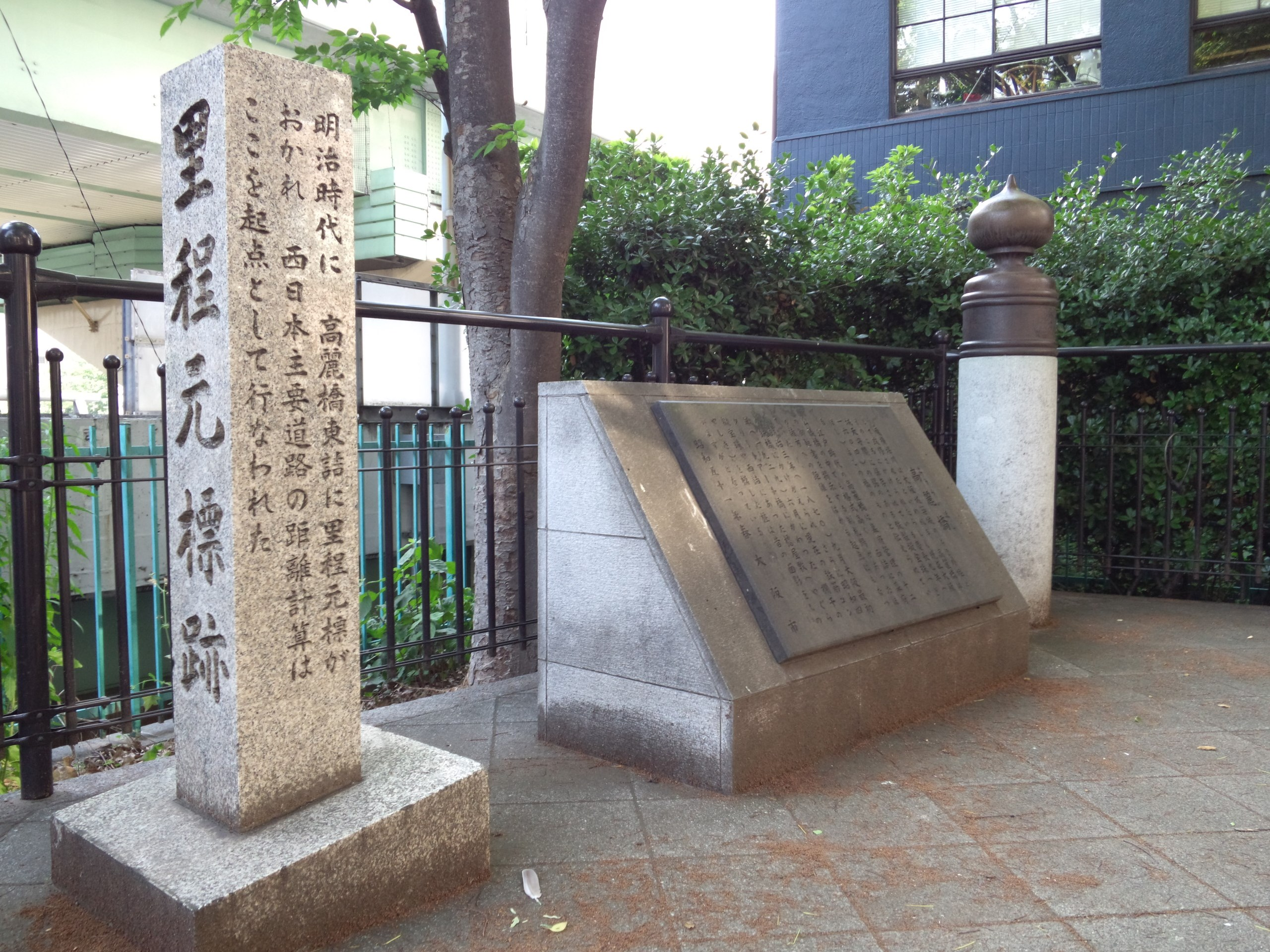
高麗橋・里程元標跡

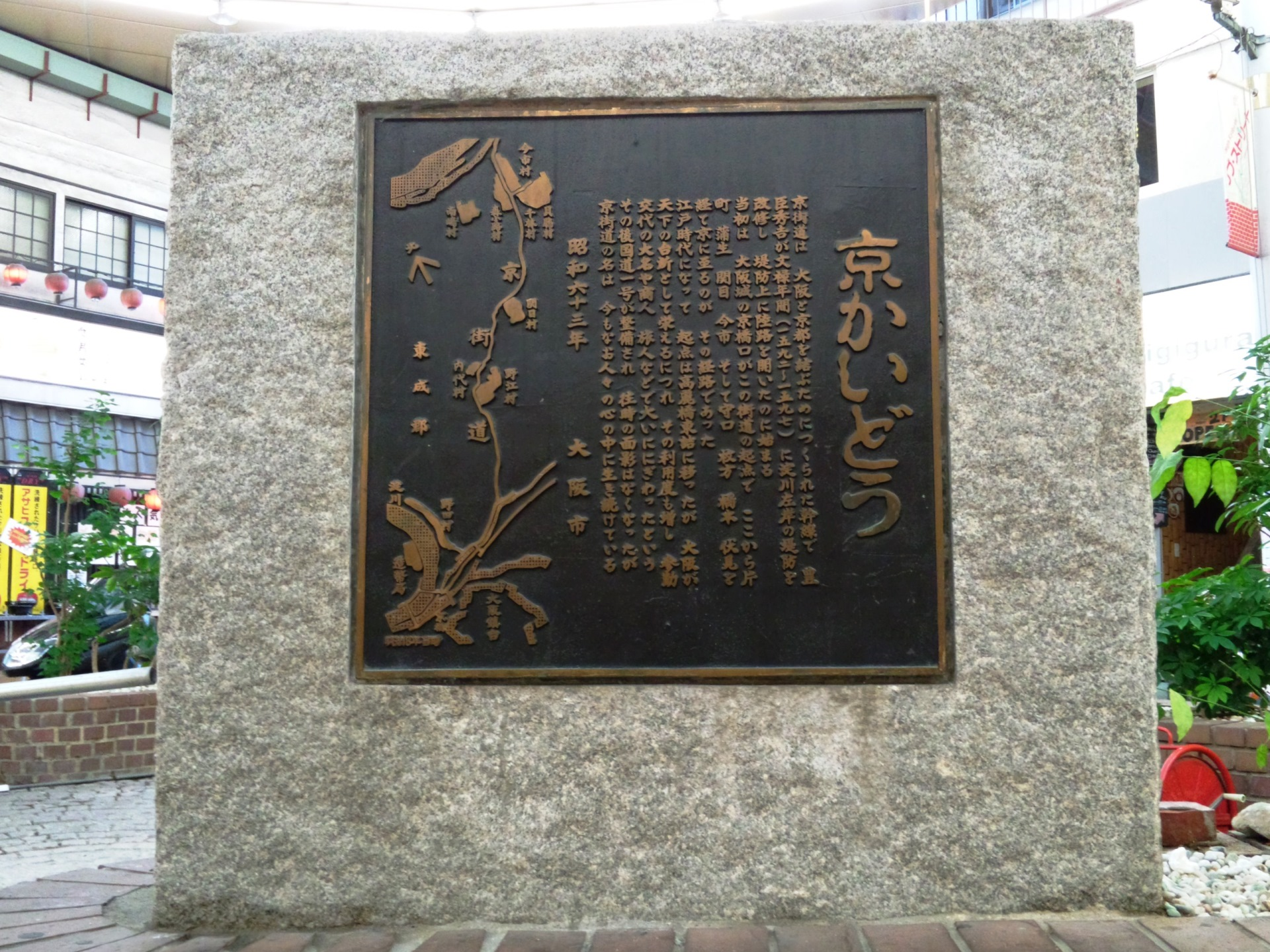
京街道の碑（大阪府大阪市都島区・京橋中央商店街）

京街道（京海道、きょうかいどう）は、広義では各地から京へ至る街道を指すが、この記事では大坂と京都を結ぶ、大坂街道（おおさかかいどう）、大坂みちとも呼ばれる街道を説明する。

## 概要
起源は奈良時代より存在する古道であった。それを1594年（文禄3年）に伏見城築造に着手した豊臣秀吉が、1596年（文禄5年）2月に毛利一族に命じて淀川左岸に「文禄堤」として街道を整備し、後に京街道と名を変えた。
大坂・高麗橋（江戸時代は京橋）から淀川左岸を通り、木津川（旧河道）に架かっていた淀大橋を渡って淀に至る。宇治川（旧河道）に架かっていた淀小橋を渡った後、桂川左岸を通り東寺口に至る鳥羽街道と宇治川右岸を通り伏見に至る淀堤に分かれ、さらに伏見 - 京都間は五条口に至る伏見街道と竹田口に至る竹田街道に分かれた。
大坂 - 伏見間は、五街道の一つである東海道の延長区間として道中奉行の管轄下に置かれ、江戸方より順に伏見宿、淀宿、枚方宿、守口宿の4つの宿場が設けられた。淀宿と枚方宿の間の橋本には遊廓を持った間の宿も設けられていた。
東海道の延長区間の場合、京街道の四宿を加えて東海道五十七次と昭和になって呼ぶこともあり、伏見より江戸方は大津街道を経て京都を通らないルートとなる。大津街道は、東海道の大津宿から髭茶屋追分で京都・三条大橋へ向かう道と分かれ、山科盆地を小野まで下り、勧修寺から稲荷山の南麓を抜けて伏見宿に至る。このルートは参勤交代の経路としても用いられ、西国大名を上洛させない狙いもあった。西国街道（山崎通）を利用する大名たちも山崎宿（西国街道）と淀宿の間で淀川または桂川を渡って京街道（東海道）へ移り、上洛を避けた。
熊野参詣が盛んだった古代より鳥羽 - 渡辺津（大坂）間は淀川水系の水運が発達していた区間であり、伏見城下と文禄堤が整備された後の伏見 - 八軒家（大坂）間も、とりわけ下りは淀川舟運が優勢であった。このため、枚方宿などは上り偏重の片宿でもあり、宿の整備については道中奉行より東海道並みが求められた為、宿の運営は苦しめられた。
明治時代に入ると、鳥羽街道を経るルートが「大阪街道」とされ、京都 - 大阪間の国道（旧：京阪国道）も伏見を通らないこちらのルートが選択された。一方、淀堤・伏見街道を経るルートに沿っては、鉄道の京阪本線が敷設された。